# Banksia lemanniana
Banksia lemanniana é uma espécie de arbusto da família Proteaceae endêmica da Austrália Ocidental. Foi descrita cientificamente pelo botânico Carl Meissner.